# Вансборо (Мен)
Вансборо (англ. Vanceboro) — місто (англ. town) в США, в окрузі Вашингтон штату Мен. Населення — 102 особи (2020).
Вансборо розташоване на річці Сен-Круа  на кордоні з канадської провінцією Нью-Брансвік. Місто є крайньою східною точкою автотраси Maine State Route 6. Через річку збудовано міст Сент-Круа-Вансборо (англ. Saint Croix-Vanceboro Bridge), що зв'язує місто з канадським населеним пунктом Сен-Круа.

## Демографія
Згідно з переписом 2010 року, у місті мешкало 140 осіб у 60 домогосподарствах у складі 42 родин. Було 151 помешкання
Расовий склад населення:
| - 95,0 % — білих - 0,7 % — корінних американців - 0,7 % — азіатів |

До двох чи більше рас належало 3,6 %. Частка іспаномовних становила 1,4 % від усіх жителів.
За віковим діапазоном населення розподілялося таким чином: 20,7 % — особи молодші 18 років, 61,4 % — особи у віці 18—64 років, 17,9 % — особи у віці 65 років та старші. Медіана віку мешканця становила 48,3 року. На 100 осіб жіночої статі у місті припадало 118,8 чоловіків;  на 100 жінок у віці від 18 років та старших — 101,8 чоловіків також старших 18 років.
Середній дохід на одне домашнє господарство  становив 43 666 доларів США (медіана — 33 750), а середній дохід на одну сім'ю — 52 263 долари (медіана — 52 500). Медіана доходів становила 32 500 доларів для чоловіків та 22 083 долари для жінок. За межею бідності перебувало 10,6 % осіб, у тому числі 10,0 % дітей у віці до 18 років та 9,5 % осіб у віці 65 років та старших.
Цивільне працевлаштоване населення становило 56 осіб. Основні галузі зайнятості: транспорт — 33,9 %, роздрібна торгівля — 25,0 %, освіта, охорона здоров'я та соціальна допомога — 19,6 %.